# 福田成美
福田 成美 （ふくだ なるみ、1995年10月30日 - ）は、日本の元タレント・元フリーアナウンサー。以前はセント・フォースに所属していた。

## 人物・略歴
- 趣味は温泉や子供服を見る事、特技は歌やピアノ演奏。
- 東葛飾高等学校、青山学院大学経済学部出身で、2016年度ミス青山学院グランプリに選ばれた。2018年3月に同大学を卒業。
- 2017年1月から2021年3月まで、情報番組『グッド!モーニング』（テレビ朝日）にサブキャスターとして出演。同番組のブログでは、ネコノヒー（キューライス著　KADOKAWA）をオススメしていた[1]。

## 出演していた番組

### テレビ
- 『グッド!モーニング』（テレビ朝日、2017年1月4日 - 2021年3月26日 ） - サブキャスター、「池上彰のニュース大辞典」聞き手 など
- 『ドクターX〜外科医・大門未知子〜』第5期第1話（テレビ朝日、2017年10月12日）　アナウンサー役
- 『アガサ・クリスティ 二夜連続ドラマスペシャル 大女優殺人事件～鏡は横にひび割れて～』（テレビ朝日、2018年3月25日） - 花景日向役
- 『ザ・タイムショック ～最強クイズ王決定戦SP2018春～』 (テレビ朝日、2018年04月5日）- ゲスト出演
- 『僕とシッポと神楽坂』最終回（テレビ朝日、2018年11月30日） - チワワの飼い主として訪院役
- 『スペシャルサンデー』（テレビ朝日、2019年1月6日）- 4姉妹が現場突撃!! 見のがせない冬ドラマまとめ!
- 『緊急取調室 第3シーズン 第2話』（テレビ朝日、2019年4月18日） - 高橋美佳役
- 『庄司＆福田が見つけた★静岡巷のニューーー‼』（静岡朝日テレビ、2019年10月28日）リポーター
- 『クイズプレゼンバラエティー Qさま!!』（テレビ朝日、2019年11月18日）- 関東インテリ軍団としてゲスト出演
- 『おしょうバズTV ～☆いつの間にか消えたモノ大捜索』（テレビ朝日、2021年1月1日）リポーター
- 『アンタに100万円』（テレビ朝日、2021年1月3日）- 進行役
- 『美女と焼肉』（BS朝日、2021年1月5日 - 2021年3月16日）- ナレーション

### ラジオ
- 『高田文夫のラジオビバリー昼ズ』（ニッポン放送、2019年12月18日） - ゲスト出演

## 映画
- 『劇場版おっさんずラブ LOVE or DEAD』（2019年8月公開） - イベントの司会者 役

## 書籍

### 雑誌
- 『原色美人キャスター大図鑑2018　cent.FORCE　Perfect File』（文藝春秋、2017年11月6日）
- 『BRODY BEAST Vol.1』（2018年12月7日、白夜書房）- 福田成美「REMAIN IN LIGHT」 グラビア

### カレンダー
- 福田成美 2018年カレンダー（2017年11月4日、TRY-Xレーベル）
- 福田成美 2019年カレンダー（2018年10月15日、TRY-Xレーベル）
- 福田成美 2020年カレンダー（2019年11月9日、TRY-Xレーベル）

## その他

### イベント
- 警視庁世田谷署　一日署長（2018年9月24日）
- 2020年版カレンダー発売記念握手会（ブックファースト新宿店、2019年11月18日）